# K30 TV
K30 TV fue un canal de televisión con licencia para emitir por la TDT, dada por el Gobierno de Extremadura para televisión local en la región. Este canal, anteriormente llamado Canal 30 Cáceres, emite en la televisión analógica en dicha ciudad. Al dar el paso a la TDT cambió su imagen corporativa para pasar a llamarse K30 TV.

## Historia
Se emitía en las principales ciudades de la región extremeña, que son Cáceres, Mérida, Don Benito/Villanueva de la Serena y Almendralejo y próximamente también en Plasencia. En una de las ciudades más importantes donde no pudo emitir es en Badajoz, donde no consiguió concurso para ello.
A finales de 2013, se dejó de emitir por falta de presupuesto.
Desde finales de 2013 en su frecuencia de TDT emite Ehs.TV.

## Programación

### Información y actualidad

#### Información
- "Informativo K30 TV".

#### Actualidad
- "Magacine K30 TV".
- "Análisis".

### Entretenimiento
- "Ninja Warrior".
- "Españoles Sin Fronteras".

### Infantil

#### Anime
- "Detective Conan".
- "Gintama".
- "Hamtaro".
- "Idaten Jump".
- "Lupin III".
- "Offside".
- "Sakura: Cazadora de Cartas".
- "Tsubasa: Crónicas de Sakura".

### Cine y series
El canal emite bloques de películas antiguas.

#### Series
- "Kamer Rider, Dragon Knight".

### Documentales
- "Destinos".
- "Pobladores Del Planeta".